# Diocesi di Málaga-Soatá
La diocesi di Málaga-Soatá (in latino Dioecesis Malagensis-Soatensis) è una sede della Chiesa cattolica in Colombia suffraganea dell'arcidiocesi di Bucaramanga. Nel 2023 contava 183.000 battezzati su 194.000 abitanti. È retta dal vescovo Félix María Ramírez Barajas.

## Territorio

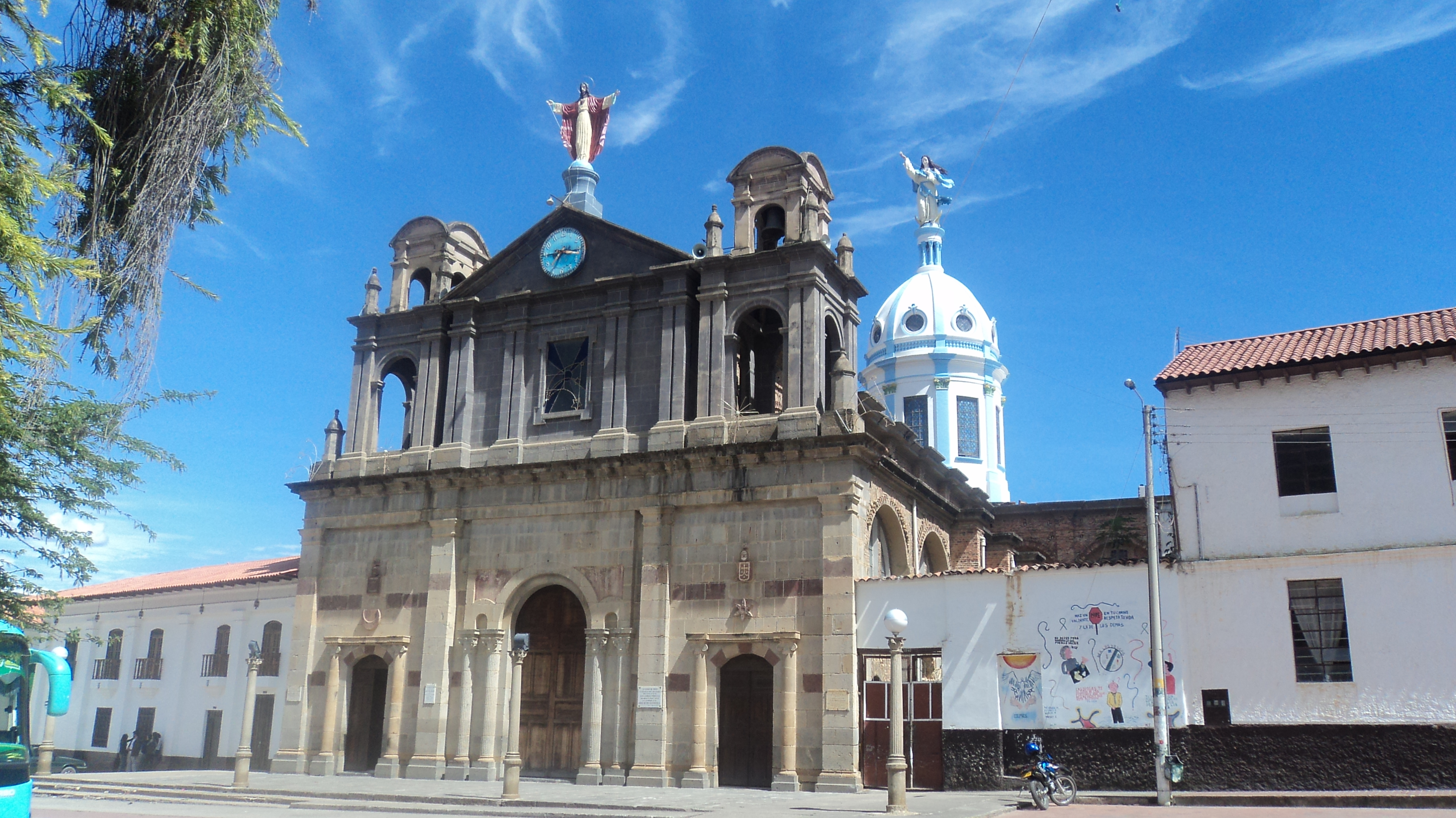
La concattedrale di Soatá.

La diocesi comprende 26 comuni di 2 dipartimenti colombiani:
- i comuni di Cepitá, Guaca, San Andrés, Molagavita, Cerrito, Concepción, Macaravita, San Miguel, Capitanejo, Carcasí, Enciso, San José de Miranda e Málaga nel dipartimento di Santander;
- i comuni di Susacón, Soatá, Covarachía, Tipacoque, Boavita, La Uvita, San Mateo, Guacamayas, Panqueba, El Cocuy, Güicán, El Espino e Chiscas nel dipartimento di Boyacá.

Sede vescovile è la città di Málaga, dove si trova la cattedrale dell'Immacolata Concezione di Maria Vergine. A Soatá sorge la concattedrale anch'essa intitolata all'Immacolata Concezione.
Il territorio si estende su una superficie di 7.466 km² ed è suddiviso in 31 parrocchie.

## Storia
La diocesi è stata eretta il 7 luglio 1987 con la bolla Quo efficacius providetur di papa Giovanni Paolo II, ricavandone il territorio dall'arcidiocesi di Bucaramanga e dalla diocesi di Duitama.
Il 28 gennaio 1995, con la lettera apostolica Christifideles dioecesis, lo stesso papa Giovanni Paolo II ha confermato la Beata Maria Vergine, venerata con il titolo dell'Immacolata Concezione, patrona della diocesi.

## Cronotassi dei vescovi
Si omettono i periodi di sede vacante non superiori ai 2 anni o non storicamente accertati.
- Hernán Giraldo Jaramillo (7 luglio 1987 - 19 gennaio 2001 nominato vescovo di Buga)
- Darío de Jesús Monsalve Mejía (25 luglio 2001 - 3 giugno 2010 nominato arcivescovo coadiutore di Cali)
- Víctor Manuel Ochoa Cadavid † (24 gennaio 2011 - 24 luglio 2015 nominato vescovo di Cúcuta)[2]
- José Libardo Garcés Monsalve (29 giugno 2016 - 4 ottobre 2021 nominato vescovo di Cúcuta)[3]
- Félix María Ramírez Barajas, dal 16 luglio 2022

## Statistiche
La diocesi nel 2023 su una popolazione di 194.000 persone contava 183.000 battezzati, corrispondenti al 94,3% del totale.
| anno | popolazione | popolazione | popolazione | presbiteri | presbiteri | presbiteri | presbiteri                | diaconi | religiosi | religiosi | parrocchie |
| anno | battezzati  | totale      | %           | numero     | secolari   | regolari   | battezzati per presbitero | diaconi | uomini    | donne     | parrocchie |
| ---- | ----------- | ----------- | ----------- | ---------- | ---------- | ---------- | ------------------------- | ------- | --------- | --------- | ---------- |
| 1990 | 225.000     | 227.000     | 99,1        | 40         | 40         |            | 5.625                     |         |           | 111       | 29         |
| 1999 | 172.297     | 183.698     | 93,8        | 49         | 49         |            | 3.516                     |         |           | 107       | 30         |
| 2000 | 174.513     | 183.698     | 95,0        | 52         | 52         |            | 3.356                     |         |           | 107       | 30         |
| 2001 | 174.513     | 183.698     | 95,0        | 51         | 51         |            | 3.421                     |         |           | 107       | 30         |
| 2002 | 174.513     | 183.698     | 95,0        | 52         | 52         |            | 3.356                     |         |           | 105       | 30         |
| 2003 | 164.000     | 171.868     | 95,4        | 53         | 53         |            | 3.094                     |         |           | 75        | 31         |
| 2004 | 161.133     | 171.110     | 94,2        | 49         | 49         |            | 3.288                     |         |           | 84        | 31         |
| 2013 | 176.000     | 186.000     | 94,6        | 65         | 65         |            | 2.707                     |         | 7         | 62        | 31         |
| 2016 | 93.216      | 103.249     | 90,3        | 66         | 66         |            | 1.412                     |         |           | 72        | 31         |
| 2019 | 95.615      | 105.400     | 90,7        | 171        | 171        |            | 559                       |         |           | 30        | 31         |
| 2021 | 179.350     | 189.675     | 94,6        | 66         | 66         |            | 2.717                     |         |           | 28        | 31         |
| 2023 | 183.000     | 194.000     | 94,3        | 78         | 78         |            | 2.346                     |         |           | 28        | 31         |